# Engcobo
Engcobo (officieel Engcobo Local Municipality) is een gemeente in het Zuid-Afrikaanse district Chris Hani.
Engcobo ligt in de provincie Oost-Kaap en telt 155.513 inwoners.

## Hoofdplaatsen
Het nationaal instituut voor de statistiek, Stats SA, deelt sinds de census 2011 deze gemeente in in 440 zogenaamde hoofdplaatsen (main place):
All Saints Mission • Amamvala • Amanzolo • Amaqwati • Bekileni • Beyele • Bhinca • Bodini • Bofolo • Bojane • Bula • Bulawayo • Bumbane A • Bumbane B • Caba • Caca • Cefane • Chetyana • Clarkebury • Cwane • Dala • Daligqili • Didwayo • Dikeni • Drayini A • Drayini B • eBiyoni • eChibini A • Echibini B • eCibini • eDrayini • Efameni • eGcabalata • eGotyibeni • eGxojeni • eHukwini • eJojweni A • eJojweni B • eKunene • Elabafazi • eLalini A • eLalini B • Elithuthu • eLixeni • eLokishini • Eluqolweni • eMachibini • eMacwereni • eMadizeni • eMafusini • eMamfeneni • eMampingeni • eMamvulaneni • eMandlaneni • eMangweni • eMantlegoso • eMantlwaneni • eMatyabomvu • eMatylolweni • eMazizini • Embo • eMdungunyeni • eMkalweni • eMmangweni • eMzwini • eNcalukeni • Enduku • eNdulini • eNdungunyeni • Engasa • eNgcacu A • eNgcacu B • Engcobo • Engcobo NU • Engcotyeni • eNgqaba • Engxogi • eNtabeni • eNtlakwesikolo • eNtlekiseni A • eNtlekiseni B • eNtwashwini A • eNtwashwini B • eQolweni A • eQolweni B • Equtubeni • eSigangeni • eSihlabeni • eSikhobeni • eSikhobotini • eSikhungwini • Esikolweni • eSilevini • eSingeni A • eSingeni B • eSixholosi • Estishini • eTaleni • eXibeni • eXuka • Fama • Gcabhalata • Gobhoti • Goso • Gotyibeni • Gqaka • Gqutyini A • Gqutyini B • Gqutyini C • Gqutyini D • Gqutyini E • Gqutyini F • Gubenxa • Gulandoda • Gwetyubeni • Gxojeni • Honti • Jalisa • Jinginja • Jumba • Kalinyanga • Kanyi • Khalankomo • Kobe • Komkulu A • Komkulu B • Kono • KuCibi • KuGilandoda • KuGxwalibomvu A • KuGxwalibomvu B • KuHlaba A • KuHlaba B • KuHleke • KuHlopekazi • KuKanyi • KuLubisi • KuMageza • KuMalangazana • KuMandebe • KuManyisana • KuManzimdaka • KuManzimdaka A • KuManzimdaka B • KuMaqanda • KuMazikanyi • KuMchayi • KuMcuba • KuMtala • KuNabileyo • KuNdaca • KuNgcataru • KuNgcebengwana • KuNgcelelo • KuNgubo • KuNgwevane • KuNkani • KuNogqogqowana • KuNonyentu • KuNqezantsi • KuNqumakala • KuNtaka A • KuNtaka B • KuNtlanzi • KuPahla • KuQunduvane • KuZilitole • Kwabhinca • KwaBinase • KwaBlaai • KwaBlangwe • KwaCekwe • KwaDabula • KwaDlomo • KwaDlomo A • KwaDlomo B • KwaDlomo C • KwaFane A • KwaFane B • KwaGandu • KwaGcina • KwaHala • KwaKasura • KwaLandu • KwaLanga • KwaMaqanda • KwaMaya • KwaMazwayi • KwaMbekeni • KwaMgqondo • KwaMhaga • KwaMhlontlo • KwaMiya • KwaMqokoqo • KwaNdima • KwaNdlangisa • KwaNdobe • KwaNdungwane • KwaNgxabane • KwaNqinwayo • KwaNtaka • KwaNtondo • KwaNzolo A • KwaNzolo B • KwaQithi • KwaSese • KwaSibonda • KwaSigubudo • KwaSitelo • KwaTshatshu A • KwaTshatshu B • KwaVetyu • KwaXoxo • KwaYawa • KwaZwelinzima • Kwelesha • Lalini • Lancede • Lixeni A • Lixeni B • Lower Gqobonco • Lower Mangxongweni • Lower Manyisana • Lower Ndungunyeni • Lower Nzolo • Lower Tsalaba • Lower Xuka • Lubisi • Lubiza • Lucwecwe A • Lucwecwe B • Ludadeni • Luhewini • Luhlalweni • Luxwesweni • Lwandlana • Mabhulwini • Machibini A • Machibini B • Macubeni • Macwhereni • Madladleni • Mafusini A • Mafusini B • Magebeni • Magomeni • Magqaqaleni • Magqoleni • Makhumeni • Maloseni • Mamfeneni • Mamfengwini • Mampingeni • Mampondweni • Mandlaneni A • Mandlaneni B • Mangxongweni • Manqoyi • Mantlaneni • Manuneni • Manxingweni • Manzana • Maqakamzini • Maqomeni • Maqwathini • Mareleni • Mateni • Matolweni • Matyaleni • Matyeni • Mawuleni • Maxesibeni • Mayireni • Mazangweni • Mazimeni • Mbabakazi • Mbashe • Mbilini • Mbokotwana • Mboleni A • Mboleni B • Mbombombo • Mcinga • Mcutu • Mdeni A • Mdeni B • Mdeni C • Mdeni D • Mgaphesheya • Mgibeni • Mgwalana A • Mgwalana B • Mgwali • Mhlahlane • Mhlangwini • Mhlontlo • Mhlopekazi • Miyeni • Mjanyana • Mjeni • Mkanzi • Mkhobeni • Mkonkota • Mkunjana • Mmangweni • Mncwasi • Mntuntloni • Mnyolo • Moshi • Mpindweni • Mpompeni • Mqabo • Mqwebedu • Mrhotshozweni • Msintsana • Mtebele • Mthumeni • Mthwaku • Mtini • Mtshayelweni • Mtwazi • Mxesibe • Namqamkazini • Ncango • Ncityana A • Ncityana B • Ndaba • Ndlela • Ndlunkulu A • Ndlunkulu B • Nduka • Newtown • Ngapezulu • Ngcolo • Ngcwabeni • Ngqalasi • Ngqayi A • Ngqayi B • Ngqubusini A • Ngqubusini B • Ngquru • Ngqutura • Ngqwaneni • Ngwangwane • Ngxabane • Ngxamagele • Ngxangxasi A • Ngxangxasi B • Ngxebe • Ngxingweni • Nkaleni • Nkalweni • Nkanga • Nkobole • Nkondlo A • Nkondlo B • Nkungwini • Nkwenkwana • Nkwenkwezi • No_Andile • Nongandlela • Nqancule • Nqaphantsi • Nqutwaneni • Ntabeni • Ntabomvu • Ntibane A • Ntibane B • Ntlakwendlela • Ntlakwesikolo • Ntlakwevenkile • Ntlambo • Ntlelelengwane • Ntseleni • Ntsimba • Ntsuba • Ntwashini A • Ntwashini B • Ntywenka • Nyanga • Phesheya Vayizana • Pulangweni • Qabaephezulu • Qanguleni • Qengqeleka • Quluqu • Rasmeni • Ratswini • Sandile • Sdadeni • Sidakeni • Sidindi • Sigangeni A • Sigangeni B • Sigangeni C • Sigidi • Sigingqini • Sigodlweni • Sigubudwini • Sikantini • Sikobeni • Singcukeni • Singeni • Singqumeni A • Singqumeni B • Siqingqini • Sitebe • Sitishini • Sitoleni • Sixotyeni • Skolweni • Smit • Sokweba • Sundwane • Swekileni • Taleni • Tembisa • Tsalaba A • Tsalaba B • Tsazo • Tyeni • Upper Beyele • Upper Gqaga • Upper Komkulu • Upper Mangxongweni • Upper Mgwalana • Upper Ngqokotho • Upper Nzolo • Upper Xuka • Waca • Xentu • Xhibeni • Xokonxa A • Xokonxa B • Xuka • Zabasa • Zigandleni • Ziyekeni • Zola • Zubura.